# Atlético Clube Paranavaí
L'Atlético Clube Paranavaí, noto anche semplicemente come Paranavaí, è una società calcistica brasiliana con sede nella città di Paranavaí, nello stato del Paraná.

## Storia
Il 14 marzo 1946, l'Atlético Clube Paranavaí è stato fondato. Nel 1967, il club ha vinto il suo primo titolo, che è stato il Campeonato Paranaense Segunda Divisão.
Nel 2007, il Paranavaí ha vinto il campionato statale, dopo aver sconfitto il Paraná in finale. Nello stesso anno, il club ha partecipato al Campeonato Brasileiro Série C, dove è stato eliminato alla prima fase.

## Palmarès

### Competizioni statali
- Campionato Paranaense: 1

2007
- Campeonato Paranaense Segunda Divisão: 3

1967, 1983, 1992
- Campeonato Paranaense Terceira Divisão: 1

2023